# مايكل تشاندلر
مايكل تشاندلر (بالإنجليزية: Michael Chandler؛ مواليد 24 أبريل 1986) هو مُقاتل فنون قتالية مختلطة أمريكي. يُنافس حاليًا في فئة الوزن الخفيف في يو إف سي. تشاندلر منافسًا محترفًا منذ عام 2009، وقد اكتسب سمعة سيئة لأول مرة عندما بدأ التنافس في بيلاتور، وهي منظمة قاتل فيها من عام 2010 حتى عام 2020. هناك، أصبح تشاندلر بطل بيلاتور للوزن الخفيف ثلاث مرات وكان الفائز في بطولة بيلاتور للموسم الرابع للوزن الخفيف. اعتبارًا من 22 أكتوبر 2024، احتل المركز السابع في تصنيفات يو إف سي للوزن الخفيف.

## الخلفية
ولد تشاندلر ونشأ في هاي ريدج، ميزوري، وهو الثاني من بين أربعة أطفال لمايكل الأب وبيتي تشاندلر. وهو من التراث الألماني والأيرلندي. كان تشاندلر على قائمة الشرف في كل فصل دراسي في المدرسة الثانوية، وتلقى ثلاثة خطابات في كرة القدم، وحصل على المركز الثاني في بطولة جمعية أنشطة المدرسة الثانوية بولاية ميسوري كطالب كبير في المصارعة. تم التصويت له كأفضل مصارع خلال موسمه الأول.

## مسيرته في فنون القتال المختلطة
مباشرة بعد انتهاء مسيرته في المصارعة، بدأ تشاندلر في التدريب على فنون القتال المختلطة في إكستريم كوتور. لقد اختار عدم المشاركة في المنافسة كهاوٍ، وفي أغسطس 2009، ظهر تشاندلر لأول مرة في رياضة الفنون القتالية المختلطة بفوزه في الجولة الأولى بالضربة الفنية القاضية على كايل سوادلي.

### القوة الضاربة
ظهر تشاندلر لأول مرة في القوة الضاربة في 20 نوفمبر 2009، في حدث منافسو القوة الضاربة: وودلي ضد بيرز حيث قاتل ريتشارد بوفانوفونج، وفاز بالنزال عن طريق الضربة الفنية القاضية في الجولة الثانية.
جرى النزال التالي في المنظمة في 15 مايو 2010 في حدث القوة الضاربة: المدفعية الثقيلة حيث قاتل سال وود. فاز بالنزال عن طريق الإخضاع في أقل من دقيقة.

### بيلاتور
ظهر تشاندلر لأول مرة في بيلاتور في 30 سبتمبر 2010 في بيلاتور 31، حيث هزم سكوت ستاب بالضربة الفنية القاضية في الجولة الأولى. تم التنافس على النزال في وزن غير محدد ليختبر تشاندلر نفسه في فئة الوزن الخفيف، وكانت جميع نزالاته السابقة في فئة وزن الوسط.

### يو إف سي
في 17 سبتمبر 2020، أُعلن أن تشاندلر قد وقع عقدًا مع يو إف سي وكان بمثابة مقاتل احتياطي لنزال اللقب بين حبيب نورمحمدوف وجاستن غيثي في يو إف سي 254.
قام تشاندلر بأول ظهور ترويجي له ضد دان هوكر في يو إف سي 257 في 24 يناير 2021. فاز بالنزال بالضربة الفنية القاضية في الجولة الأولى. أكسبه هذا الفوز مكافأة أداء الليلة.
واجه تشاندلر المخضرم تشارلز أوليفيرا منذ فترة طويلة على لقب بطولة يو إف سي للوزن الخفيف الشاغر، بعد اعتزال البطل السابق حبيب نورمحمدوف، بينما كان يتصدر حدث يو إف سي 262 في 15 مايو 2021. على الرغم من اقترابه من إنهاء أوليفيرا في الجولة الأولى، إلا أن تشاندلر خسر النزال بالضربة الفنية القاضية في وقت مبكر من الجولة الثانية.
واجه تشاندلر بطل الوزن الخفيف المؤقت في يو إف سي جاستن غيثي في يو إف سي 268 في 6 نوفمبر 2021. بعد قتال ذهابًا وإيابًا، خسر تشاندلر النزال بقرار القضاة بالإجماع. حصل هذا النزال على مكافأة قتال الليلة. تم اعتبار النزال أيضًا قتال العام من قبل يو إف سي والعديد من وسائل الإعلام للفنون القتالية المختلطة.
واجه تشاندلر بطل الوزن الخفيف المؤقت السابق توني فيرغسون في 7 مايو 2022، في يو إف سي 274. فاز بالنزال في الجولة الثانية بعد أن أطاح بفيرغسون بضربة أمامية. هذه الفوز جعل تشاندلر يحصل على جائزة أداء الليلة للمرة الثانية. كما أكسبه المركز الثاني في جائزة «مكافأة المعجبين لليلة» من كريبتو.كوم.
واجه تشاندلر داستن بورييه في 12 نوفمبر 2022، في يو إف سي 281. وخسر القتال عن طريق الخنق الخلفي العاري في الجولة الثالثة. أكسبه هذا النزال مكافأة قتال الليلة.
كان تشاندلر وكونر ماكغريغور مدربين لبرنامج المقاتل النهائي 31 الذي بدأ تصويره في فبراير 2023 وعُرض على شاشة التلفزيون من مايو إلى أغسطس 2023. وبلغ هذا ذروته مع تحديد موعد مواجهة تشاندلر لكونر ماكغريغور في نزال في وزن الوسط في حدث يو إف سي 303 في 29 يونيو 2024. بعد التكهنات حول حالة القتال بسبب مؤتمر صحفي تم إلغاؤه فجأة، أعلنت يو إف سي رسميًا إلغاء النزال في 13 يونيو 2024، مشيرةً إلى إصابة تعرض لها ماكغريغور. في سبتمبر 2024، ورد أن تشاندلر «ضاق ذرعا من الانتظار» لمواجهة ماكغريغور.
في نزال العودة، واجه تشاندلر بطل يو إف سي للوزن الخفيف السابق في تشارلز أوليفيرا في نزال من 5 جولات في 16 نوفمبر 2024 في حدث يو إف سي 309. خسر القتال بقرار القضاة بالإجماع. أكسبه هذا النزال مكافأة قتال الليلة مرة أخرى.

## حياته الشخصية
بدأ تشاندلر بمواعدة بري ويليت في عام 2013 بعد إرسال بريد إلكتروني لمدة عامين تقريبًا. بعد ذلك، تزوجا في عام 2014. قام الزوجان بتربية أسرتهما من خلال التبني في عام 2017، ورحبا بابنهما هاب. وفي أبريل 2022، وُلد ابنهما الثاني بالتبني آيس.
يمتلك تشاندلر معسكرًا للتدريب، وصالة ألعاب رياضية للياقة البدنية والفنون القتالية المختلطة في ناشفيل.

## البطولات والجوائز

### فنون القتال المختلطة
- يو إف سي
  - أداء الليلة (مرتين)  ضد دان هوكر وتوني فيرغسون[23][39]
    - تكريمات يو إف سي أفضل ظهور أول في عام 2021 ضد دان هوكر[57]

  - قتال الليلة (ثلاث مرات) ضد جاستن غيثي، وداستن بورييه، وتشارلز أوليفيرا[43][52][58]
    - تكريمات يو إف سي أفضل قتال في عام 2021 ضد جاستن غيثي[57][59]
    - يو إف سي.كوم أفضل قتال في عام 2021 ضد جاستن غيثي[60]

  - جوائز النصف الأول من العام 2021: أفضل وافد جديد في النصف الأول من العام[61]
- كريبتو.كوم
  - مكافأة المعجبين لليلة ضد توني فيرغسون[40]
- بيلاتور
  - بطولة بيلاتور للوزن الخفيف (ثلاث مرات)
    - دفاعين عن اللقب (العهد الأول)
    - دفاع واحد عن اللقب (العهد الثاني)
    - ثلاثة دفاعات ناجحة عن اللقب (إجمالاً)

  - بطولة بيلاتور للموسم الرابع للوزن الخفيف
  - أكثر من فاز عن طريق الإخضاع في فئة الوزن الخفيف في بيلاتور (6)[62]
  - بالشراكة (مع ديفيد ريكلز) ثاني أكبر عدد من النزالات في تاريخ بيلاتور (23)[63]
  - بالشراكة (مع باتريسيو بيتبول) أكثر من حقق انتصارات عن طريق الإيقاف في تاريخ بيلاتور (13)[63]
  - ثاني أكبر عدد من الانتصارات بالإيقاف في فئة الوزن الخفيف في بيلاتور (10)[63]
  - ثاني أكبر عدد من المباريات في تاريخ بيلاتور (11)[63]
  - ثاني أكبر عدد من الانتصارات في فئة الوزن الخفيف في بيلاتور (15)[63]
  - ثاني أكبر عدد من الانتصارات في تاريخ بيلاتور (18)
  - بالشراكة (مع إليما لي ماكفارلين ونيمان غراسي) ثاني أكبر عدد من الانتصارات في تاريخ بيلاتور (6)
- إم إم إيه جونكي
  - أفضل ضربة قاضية في شهر يونيو 2016 ضد باتريكي بيتبول في يونيو 24[64]
  - أفضل نزال في شهر مايو 2021 ضد تشارلز أوليفيرا[65]
  - أفضل نزال في شهر نوفمبر 2021 ضد جاستن غيثي[66]
  - قتال العام 2021 ضد جاستن غيثي[30]
  - أفضل ضربة قاضية في شهر مايو 2022 ضد توني فيرغسون[67]
- إم إم إيه فايتينغ
  - قتال العام 2021 ضد جاستن غيثي[31]
- شيردوغ
  - أفضل مقاتل سطع نجمه لعام 2011[68]
  - قتال العام 2021 ضد جاستن غيثي[32]
  - جولة العام 2021 ضد جاستن غيثي[69]
  - أفضل ضربة قاضية في عام 2022[70]
- ياهو! سبورتس
  - قتال العام 2011 ضد إيدي ألفاريز في نوفمبر 19
  - قتال العام 2021 ضد جاستن غيثي[35]
- كيجيسايد بريس
  - قتال العام 2021 ضد جاستن غيثي[71]
  - أفضل ضربة قاضية في عام 2022 ضد توني فيرغسون، بالشراكة مع ليون إدواردز[72]
- لو كيك إم إم إيه
  - قتال العام 2021 ضد جاستن غيثي[33]
- بليتشر ريبورت
  - قتال العام 2021 ضد جاستن غيثي[36]
- سي بي إس سبورت
  - قتال العام 2021 ضد جاستن غيثي[29]
- ديلي ميرور
  - قتال العام 2021 ضد جاستن غيثي[34]
- كومبات بريس
  - قتال العام 2021 ضد جاستن غيثي[73]
- نشرة ريسلينغ أوبزرفر الإعلامية
  - أفضل نزال في فنون القتال المختلطة لعام 2021 ضد جاستن غيثي في يو إف سي 268[74]
- جوائز فنون القتال المختلطة العالمية
  - أفضل ضربة قاضية في عام 2022 ضد توني فيرغسون في يو إف سي 274[75]

## سجل فنون القتال المختلطة
| السجل المهني |        |         |
| 32 نزال      | 23 فوز | 9 خسارة |
| ضربة قاضية   | 11     | 4       |
| إخضاع        | 7      | 1       |
| قرار القضاة  | 5      | 4       |

| النتيجة | السجل | الخصم              | الطريقة                        | الحدث                               | التاريخ        | الجولة | الوقت | المكان                                    | الملاحظات                                                                     |
| ------- | ----- | ------------------ | ------------------------------ | ----------------------------------- | -------------- | ------ | ----- | ----------------------------------------- | ----------------------------------------------------------------------------- |
| خسر     | 23–9  | تشارلز أوليفيرا    | قرار القضاة (بالإجماع)         | يو إف سي 309                        | 16 نوفمبر 2024 | 5      | 5:00  | مدينة نيويورك، نيويورك، الولايات المتحدة  | قتال الليلة.                                                                  |
| خسر     | 23–8  | داستن بورييه       | إخضاع (خنق خلفي عاري)          | يو إف سي 281                        | 12 نوفمبر 2022 | 3      | 2:00  | مدينة نيويورك، نيويورك، الولايات المتحدة  | قتال الليلة.                                                                  |
| فاز     | 23–7  | توني فيرغسون       | ضربة قاضية (ركلة أمامية)       | يو إف سي 274                        | 7 مايو 2022    | 2      | 0:17  | فينيكس، أريزونا، الولايات المتحدة         | أداء الليلة. أفضل ضربة قاضية في العام (2022)                                  |
| خسر     | 22–7  | جاستن غيثي         | قرار الحكام (بالإجماع)         | يو إف سي 268                        | 6 نوفمبر 2021  | 3      | 5:00  | مدينة نيويورك، نيويورك، الولايات المتحدة  | قتال الليلة. قتال العام (2021).                                               |
| خسر     | 22–6  | تشارلز أوليفيرا    | ضربة فنية قاضية (باللكمات)     | يو إف سي 262                        | 15 مايو 2021   | 2      | 0:19  | هيوستن، تكساس، الولايات المتحدة           | على لقب بطولة يو إف سي للوزن الخفيف الشاغر.                                   |
| فاز     | 22–5  | دان هوكر           | ضربة فنية قاضية (باللكمات)     | يو إف سي 257                        | 24 يناير 2021  | 1      | 2:30  | أبو ظبي، الإمارات العربية المتحدة         | أداء الليلة.                                                                  |
| فاز     | 21–5  | بونسون هاندرسون    | ضربة قاضية (باللكمات)          | بيلاتور 243                         | 7 أغسطس 2020   | 1      | 2:09  | أونكاسفيل، كونيتيكت، الولايات المتحدة     |                                                                               |
| فاز     | 20–5  | سيدني أوت لاو      | ضربة قاضية (باللكمات)          | بيلاتور 237                         | 29 ديسمبر 2019 | 1      | 2:59  | سايتاما، اليابان                          | نزال في وزن غير محدد (160 رطل).                                               |
| خسر     | 19–5  | باتريسيو بيتبول    | ضربة فنية قاضية (باللكمات)     | بيلاتور 221                         | 11 مايو 2019   | 1      | 1:01  | روسمونت، إلينوي، الولايات المتحدة         | خسر لقب بطولة بيلاتور للوزن الخفيف.                                           |
| فاز     | 19–4  | برنت بريموس        | قرار الحكام (بالإجماع)         | بيلاتور 212                         | 14 ديسمبر 2018 | 5      | 5:00  | هونولولو، هاواي، الولايات المتحدة         | فاز بلقب بطولة بيلاتور للوزن الخفيف.                                          |
| فاز     | 18–4  | براندون جيرتز      | إخضاع فني (خنق مثلث الذراع)    | بيلاتور 197                         | 13 أبريل 2018  | 1      | 4:00  | سانت تشارلز، ميزوري، الولايات المتحدة     | حقق الرقم القياسي كأكثر من فاز بالإخضاع في تاريخ الوزن الخفيف في بيلاتور (6)  |
| فاز     | 17–4  | جويتشي ياموتشي     | قرار الحكام (بالإجماع)         | بيلاتور 192                         | 20 يناير 2018  | 3      | 5:00  | إنغليوود، كاليفورنيا، الولايات المتحدة    |                                                                               |
| خسر     | 16–4  | برنت بريموس        | ضربة فنية قاضية (إيقاف الطبيب) | بيلاتور إن واي سي                   | 24 يونيو 2017  | 1      | 2:22  | مدينة نيويورك، نيويورك، الولايات المتحدة  | خسر لقب بطولة بيلاتور للوزن الخفيف.                                           |
| فاز     | 16–3  | بونسون هاندرسون    | قرار الحكام (بالانقسام)        | بيلاتور 165                         | 19 نوفمبر 2016 | 5      | 5:00  | سان خوسيه، كاليفورنيا، الولايات المتحدة   | دافع عن لقب بطولة بيلاتور للوزن الخفيف.                                       |
| فاز     | 15–3  | باتريكي بيتبول     | ضربة قاضية (لكمة)              | بيلاتور 157: ديناميت 2              | 24 يونيو 2016  | 1      | 2:14  | سانت لويس، ميزوري، الولايات المتحدة       | فاز بلقب بطولة بيلاتور للوزن الخفيف الشاغر.                                   |
| فاز     | 14–3  | ديفيد ريكلز        | ضربة فنية قاضية (باللكمات)     | بيلاتور 145                         | 6 نوفمبر 2015  | 2      | 3:05  | سانت لويس، ميزوري، الولايات المتحدة       |                                                                               |
| فاز     | 13–3  | ديريك كامبوس       | إخضاع (خنق خلفي عاري)          | بيلاتور 138                         | 19 يونيو 2015  | 1      | 2:17  | سانت لويس، ميزوري، الولايات المتحدة       |                                                                               |
| خسر     | 12–3  | ويل بروكس          | ضربة فنية قاضية (باللكمات)     | بيلاتور 131                         | 15 نوفمبر 2014 | 4      | 3:48  | سان دييغو، كاليفورنيا، الولايات المتحدة   | على لقب بطولة بيلاتور للوزن الخفيف الشاغر.                                    |
| خسر     | 12–2  | ويل بروكس          | قرار الحكام (بالانقسام)        | بيلاتور 120                         | 17 مايو 2014   | 5      | 5:00  | ساوثهافن، مسيسيبي، الولايات المتحدة       | على لقب بطولة بيلاتور للوزن الخفيف الشاغر.                                    |
| خسر     | 12–1  | إيدي ألفاريز       | قرار الحكام (بالانقسام)        | بيلاتور 106                         | 2 نوفمبر 2013  | 5      | 5:00  | لونغ بيتش، كاليفورنيا، الولايات المتحدة   | خسر لقب بطولة بيلاتور للوزن الخفيف.                                           |
| فاز     | 12–0  | ديفيد ريكلز        | ضربة قاضية (باللكمات)          | بيلاتور 97                          | 31 يوليو 2013  | 1      | 0:44  | ريو رانتشو، نيومكسيكو، الولايات المتحدة   | دافع عن لقب بطولة بيلاتور للوزن الخفيف.                                       |
| فاز     | 11–0  | ريك هاون           | إخضاع (خنق خلفي عاري)          | بيلاتور 85                          | 17 يناير 2013  | 2      | 3:07  | إرفاين، كاليفورنيا، الولايات المتحدة      | دافع عن لقب بطولة بيلاتور للوزن الخفيف.                                       |
| فاز     | 10–0  | أكيهيرو غونو       | ضربة فنية قاضية (باللكمات)     | بيلاتور 67                          | 4 مايو 2012    | 1      | 0:56  | راما، أونتاريو، كندا                      | نزال بدون لقب.                                                                |
| فاز     | 9–0   | إيدي ألفاريز       | إخضاع (خنق خلفي عاري)          | بيلاتور 58                          | 19 نوفمبر 2011 | 4      | 3:06  | هوليوود، فلوريدا، الولايات المتحدة        | فاز بلقب بطولة بيلاتور للوزن الخفيف. قتال العام (2011).                       |
| فاز     | 8–0   | باتريكي بيتبول     | قرار الحكام (بالإجماع)         | بيلاتور 44                          | 14 مايو 2011   | 3      | 5:00  | أتلانتيك سيتي، نيوجيرسي، الولايات المتحدة | فاز ببطولة بيلاتور للموسم الرابع للوزن الخفيف.                                |
| فاز     | 7–0   | لويد ودارد         | قرار الحكام (بالإجماع)         | بيلاتور 40                          | 9 أبريل 2011   | 3      | 5:00  | نيوكيرك، أوكلاهوما، الولايات المتحدة      | نصف نهائي بطولة بيلاتور للموسم الرابع للوزن الخفيف.                           |
| فاز     | 6–0   | مارسين هيلد        | إخضاع فني (خنق مثلث الذراع)    | بيلاتور 36                          | 12 مارس 2011   | 1      | 3:56  | شريفبورت، لويزيانا، الولايات المتحدة      | أول ظهور في الوزن الخفيف. ربع نهائي بطولة بيلاتور للموسم الرابع للوزن الخفيف. |
| فاز     | 5–0   | كريس بايج          | إخضاع (خنق المقصلة وقوفا)      | بيلاتور 32                          | 14 أكتوبر 2010 | 1      | 0:57  | كانساس سيتي، ميزوري، الولايات المتحدة     | نزال في وزن غير محدد (165 رطل).                                               |
| فاز     | 4–0   | سكوت ستاب          | ضربة فنية قاضية (باللكمات)     | بيلاتور 31                          | 30 سبتمبر 2010 | 1      | 1:57  | ليك تشارلز، لويزيانا، الولايات المتحدة    | نزال في وزن غير محدد (165 رطل).                                               |
| فاز     | 3–0   | سال وودز           | إخضاع (خنق خلفي عاري)          | القوة الضاربة: المدفعية الثقيلة     | 15 مايو 2010   | 1      | 0:59  | سانت لويس، ميزوري، الولايات المتحدة       |                                                                               |
| فاز     | 2–0   | ريتشارد بوفانوفونج | ضربة فنية قاضية (باللكمات)     | منافسو القوة الضاربة: وودلي ضد بيرز | 20 نوفمبر 2009 | 2      | 2:07  | كانساس سيتي، كنساس، الولايات المتحدة      | نزال في وزن غير محدد (165 رطل).                                               |
| فاز     | 1–0   | كايل سوادلي        | ضربة فنية قاضية (باللكمات)     | أول دماء                            | 8 أغسطس 2009   | 1      | 3:30  | ليك اوزارك، ميزوري، الولايات المتحدة      | أول ظهور في وزن الوسط.                                                        |

## نزالات الدفع مقابل المشاهدة
| #  | الحدث        | القتال              | التاريخ      | المكان      | المدينة                         | المبلغ  |
| -- | ------------ | ------------------- | ------------ | ----------- | ------------------------------- | ------- |
| 1. | يو إف سي 262 | أوليفيرا ضد تشاندلر | 15 مايو 2021 | تويوتا سنتر | هيوستن، تكساس، الولايات المتحدة | 300،000 |

## وصلات خارجية
- مايكل تشاندلر على موقع يو إف سي (الإنجليزية)
- مايكل تشاندلر على موقع بيلاتور (الإنجليزية)
- مايكل تشاندلر على موقع شيردوغ (الإنجليزية)
- مايكل تشاندلر على موقع Tapology.com (الإنجليزية)
- مايكل تشاندلر على موقع IMDb (الإنجليزية)